# Deep Breath
『Deep Breath』（ディープ ブレス）は、工藤静香の3作目のカバー・アルバム。2019年6月12日にポニーキャニオンから発売された。

## 解説
工藤静香、キャリア初の洋楽カバー・アルバム。タイトル通り「深呼吸」で、「リラックス」や「リセット」をテーマにしたコンセプト・カバー・アルバム。
スタンダードなジャズの名曲から、最新曲まで、「幅広い年齢層の方々が一緒に聴いても楽しんでいただけるような楽曲を」という工藤自身による選曲となっている。
工藤は本作発売にあたりプレスリリースに対し「本作制作のきっかけは日々の生活に追われ深く息をする事を忘れている方が多いと思うからリセットできるアルバムを作りたいと思った。全曲が洋楽カバーの理由は何も考えずにリラックスしたい時に、言葉が英語の方がリラックスできてふわっと、心地よく入ってくると思った。一息ついて欲しい願いでタイトルを「Deep Breath」にした」など、長文のコメントを発表している。
本作を携えてのコンサートツアー「工藤静香Acoustic Live Tour 2019 POP IN 私とピアノ～Deep Breath～」を2019年6月13日の東京・たましんRISURUホールから7月28日の岐阜・バロー文化ホールまで11会場で開催。

## パッケージ仕様
本作は10曲入り通常盤CDの他、ポニーキャニオンショッピングクラブ限定でスペシャルフォトブック（40P）・オリジナル前掛けタイプエプロン入り特製BOX仕様の完全受注生産盤が発売された。

## 収録曲
編曲：渡辺剛（1,4,6,10）澤近泰輔（2,3）小西康陽（6,8）編曲者表記無し（7,9）
1. RUMOUR HAS IT [4:11][1]
  - 作詞・作曲：Adele,Ryan Tedder
2. I WISH YOU LOVE [2:20][1]
  - 作詞：Charles Louis Trenet,Albert Askew Beach
  - 作曲：Charles Louis Trenet
3. FOR SENTIMENTAL REASONS [3:07][1]
  - 作詞・作曲：Deek Watson,William Best
4. COME ON A MY HOUSE [2:53][1]
  - 作詞・作曲：Saroyan William,Ross Bagdasarian
5. PUT YOUR HEAD ON MY SHOULDER [3:59]
  - 作詞・作曲：Paul Anka
6. TURN ME ON [3:01][1]
  - 作詞・作曲：John Loudermilk
7. SHAPE OF YOU [4:48][1]
  - 作詞：Ed Sheeran,Kevin Jerome Briggs,Kandi Burruss,Tameka Cottle,Johnny McDaid
  - 作曲：Ed Sheeran,Kevin Jerome Briggs,Kandi Burruss
8. HEARTBREAK HOTEL [2:07][1]
  - 作詞・作曲：Mae Boren Axton,Thomas Durden,Elvis Presley
9. EX-FACTOR [5:49][1]
  - 作詞：Alan Bergman,Marilyn Bergman,Dennis Coles,Robert Diggs,Gary Grice,Marvin Hamlisch,Lamont Hawkins
  - 作曲：Alan Bergman,Marilyn Bergman
10. HOW HIGH THE MOON [3:52][1]
  - 作詞：Nancy Hamlton　作曲：Morgan Lewis